# Упражњено место
Упражњено место (енгл. The Casual Vacancy) је роман британске списатељице Џ. К. Роулинг, објављен у септембру 2012. године. То је први роман за одрасле који је Роулингова објавила, као и прва њена књига после светски успешног серијала о Харију Потеру (1997—2007).

## Радња
Роман нема јединствени ток радње који повезује све ликове (као нпр. у романима о Харију Потеру), већ се прате животи више породица у фиктивном енглеском градићу Пагфорду. Током временског распона од неколико недеља, кроз очи више десетина ликова, обрађују се различити аспекти савременог света, као што су политика, наркоманија, социјални статус, односи деце и родитеља, насиље у породици и, уопштено, незадовољство животом. Сви ликови су, макар посредно, повезани једни са другима, и њихови поступци на крају романа неке остављају са трагичним исходом, док други налазе мотиве да поправе свој живот.